# Нусайба бинт Кааб
Нусайба бинт Кааб (араб. نَسيبة بنت كعب‎; известная также как: Умм ʿАммара, Умм Умара, Умм Мара) — одна из первых женщин, принявших ислам. Она была одной из учениц (известных на арабском языке как сахабы или сподвижники) исламского пророка Мухаммеда и воином, участвовавшим в битвах при Ухуде, Хунайне и Ямаме.

## Биография
Нусайба — представительница племени Бану Наджар, проживавшего в Медине, была сестрой Абдуллы ибн Кааба и матерью Абдуллы и Хабиба ибн Зайда аль-Ансари.
Когда 74 лидера, воина и государственного деятеля Медины прибыли в Аль-Акабу, чтобы принести клятву верности исламу после того, как Мусаб ибн Умайр проповедовал новую религию в городе, Нусайба и Умм Муни Асма бинт Амр ибн Ади были единственными двумя женщинами, которые лично принесли клятву исламскому пророку Мухаммеду. Муж последней, Газия ибн Амр, сообщил Мухаммеду, что женщины также хотели бы лично дать им свою байа (клятва), и он согласился. Она вернулась в Медину и начала обучать исламу женщин города. Этот байа фактически передавал Мухаммеду власть над городом через его ключевых фигур. Её самая выдающаяся роль была в битве при Ухуде, где она защищала пророка. Она также участвовала в битве при Хунайне, Ямаме и в Худайбийском мирном договоре.
Её два сына, оба позже стали шахидами в битве, были от её первого брака с Заидом бин 'Асимом Мазни. Позже она вышла замуж за бин 'Амра и родила еще одного сына Тамима и дочь Хавлу.

## Именование
Хотя в некоторых современных контекстах её часто называют Нусайбой, более точным названием, приписываемым этой исторической фигуре, является Нусайба. В книге «Объяснение Хараката твердых имен рассказчиков, их происхождения и куний» (араб. توضيح المشتبه في ضبط أسماء الرواة وأنسابهم وألقابهم وكناهم‎) классика хадисов Ибн Насира ад-Дина ад-Димашки (араб. ابن ناصر الدين‎) он упоминает имя Умм Аммары как написанное (араб. نَسِيبة بنت كعب‎) (Нусайба бинт Кааб) с именем Нусайба, приписываемым вместо этого Нусайбе Бинт аль-Харит (также Умм Атийя).